# Ясенова (район Дольни-Кубин)
Я́сенова (словац. Jasenová) — деревня в районе Дольни-Кубин Жилинского края Словакии. Расположена на севере республики на р. Орава.
Население — 402 жителя (2011).

## История
Название происходит от словацкого слова Jasen, которое означает дерево Ясень, часто встречающееся в этом районе.
Первое письменное упоминание относится к 1320 году.

## Население
| Год:                | 1994 | 2004    | 2014    | 2024    |
| ------------------- | ---- | ------- | ------- | ------- |
| Количество человек: | 392  | 399     | 409     | 434     |
| Разница:            |      | +1,78 % | +2,50 % | +6,11 % |

## Известные уроженцы и жители
- Кукучин, Мартин (1860—1928) — словацкий писатель, драматург и публицист.